# Стоян Кочов
Стоян Кочов (на македонска литературна норма: Стојан Кочов) е публицист, историк и писател от Северна Македония.

## Биография
Кочов е роден в 1930 година в леринското село Турие, Гърция, на гръцки Корифи. От 1946 до 1949 година е партизанин в Демократичната армия на Гърция по време на Гръцката гражданска война и също така участва в македонските организации в Северна Гърция. След загубата на войната от левите сили, Кочов заминава за Ташкент, СССР, където живее и учи от 1950 до 1957 г. Завършва механотехникум и следва в машинно-инженерен факултет.
През 1957 г. се преселва в Югославия. Работи в електромонтажното предприятие „Юг“ в Скопие(1957-1964), ръководител на отдел в Института за планиране на технологичните процеси към предприятието за електромонтаж и електродистрибуция „Раде Кончар“ (1964-1990). Завършва междувременно във факултета за организационни дейности на Белградския университет (1974).
След разпадането на Югославия и оттеглянето си от активния дотогавашен професионален живот Стоян Кочов се проявява като плодовит писател и страстен публицист-историк, фокусиран върху драматичната история на Южна Македония през 1941-1949 година. Всичките му пет историческо-публицистични книги - „(Само)жртвувањето на македонскиот народ под Грција“ (1994), „Ѓорѓи Пејков - Македонскиот воин низ историјата на ДАГ“ (1945-1949, 1996), „Идеолошкиот активизам над Македонците под Грција“ (2000), „Билет во еден правец“ (2004), „Македонците низ пеколот на црвеното губилиште“ (2007) - са посветени на тази проблематика. Литературното му творчество е центрирано върху същата тема. Така например романът „Казна без вина“ (2001) е вдъхновен и посветен на дейността на Македонобългарския комитет в Костурско.
В книгите си Кочов се разграничава от комунистическата идеология и категорично осъжда политиката на Югославската и Гръцката комунистическа партия и въобще на Белград и Атина като виновни за унищожението на сънародниците му в Южна Македония; при това обаче той остава в рамките на македонизма. Поради това той влиза в ожесточено противопоставяне с правоверния проюгославски „егейски естаблишмент“ в Скопие, представляван от фигури като историка-доайен Ристо Кирязовски.

## Произведения
- Средба (разкази, 1989)
- Една мртва војска (поезия, 1992)
- (Само)жртвувањето на македонскиот народ под Грција (историческа публицистика, 1994)
- Мртвото лице на војната (поезия, 1996)
- Ѓорѓи Пејков – Македонскиот воин низ историјата на ДАГ (1945-1949)(монография, 1996)
- Талкачи (роман, 1997)
- Нова година во земјанките на Грамос (роман, 1998)
- Во пресрет на судбината (разкази, 1998)
- Идеолошкиот активизам над Македонците под Грција (историческа публицистика, 2000)
- Казна без вина (роман, 2001)
- Гробарот от Лерин (роман, 2001)
- Гревот на потомците (роман, 2002)
- Есеи и литературни толкувања (2002)
- Коба (разкази, 2002)
- Балканска сага (роман, 2004)
- Билет во еден правец (историческа публицистика, 2004)
- Големото враќање на талкачите (роман, 2006)
- Македонците низ пеколот на црвеното губилиште (историческа публицистика, 2007)
- Воинот и Маргарита (роман, 2008)
- Јамка (роман, 2009)